# Bertram Schilling

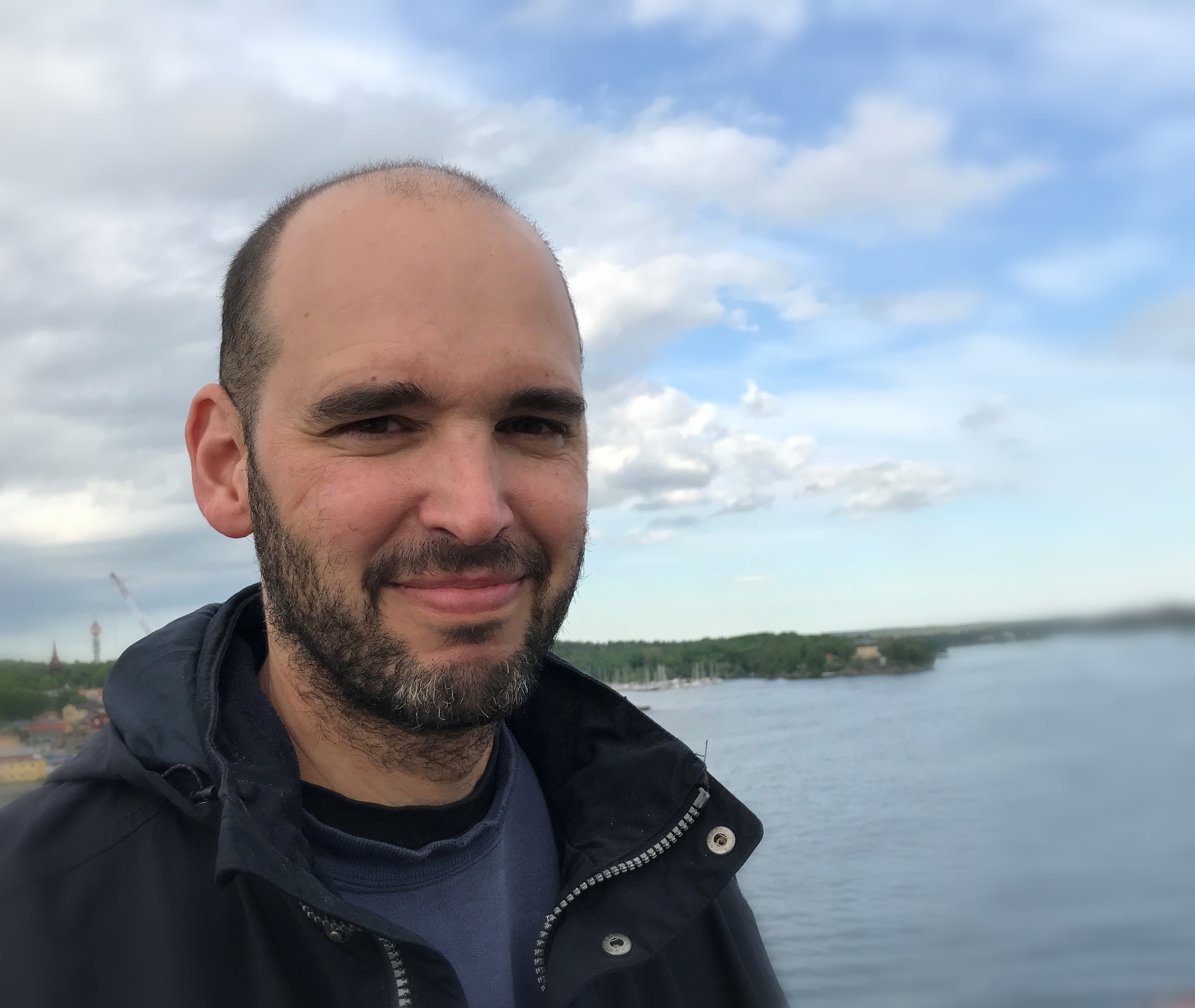
Bertram Schilling (2021)

Bertram Marcel Schilling (* 26. März 1971 in Krumbach, Schwaben; † 24. April 2023 in Sonthofen) war ein deutscher Kunstmaler.

## Leben
Bertram Schilling wurde 1971 in Krumbach in Schwaben geboren und wuchs in Sonthofen im Allgäu und Bendigo, Victoria auf.
Schilling studierte Bildende Kunst, Kunstgeschichte und Kunstwissenschaft an der Kunsthochschule Kassel bei Rolf Lobeck und Hannes Böhringer, der Akademie der Bildenden Künste in München bei Res Ingold und Walter Grasskamp und an der Hochschule für Gestaltung, Karlsruhe (HfG) bei Ludger Gerdes, Boris Groys und Peter Sloterdijk.
Den Abschluss mit Auszeichnung erlangte er 2001 an der Kunsthochschule Kassel. 2002/03 war er Meisterschüler bei Rolf Lobeck.
Werke von Bertram Schilling befinden sich u. a. in der Pinakothek der Moderne, München; Bayerischen Staatsgemäldesammlung, München; Karolinska Institute, Stockholm; Center of Polish Art, Oronsko; Kulturhuset Stockholm; Künstlerhaus Bethanien, Berlin; Schwäbisches Museum Oberschönenfeld; Cable Gallery, Helsinki; Museen der Stadt Kempten; TT News Agency, Stockholm sowie in privaten Sammlungen.
Sein Werk umfasst neben Gemälden auch Grafiken, Zeichnungen und Collagen.
Für seine Arbeiten erhielt Schilling zahlreiche Preise, Förderungen und Stipendien, u. a. Debütantenförderung des Bayerischen Staatsministeriums für Wissenschaft und Kunst, Projektförderungen Kunstfonds Schweden, Stipendium des Bezirks Oberbayern, Projektförderungen des Goethe-Instituts, Stipendium der Swedish-Finnish Cultural Foundation, Stipendium des Landes Steiermark, Förderpreis der Rudolf-Zorn-Stiftung, Atelier-Stipendium des Freistaats Bayern, Reisestipendium der Steiner-Stiftung, den Kunstpreis des Landkreises Oberallgäu und den Kunstpreis der Stadt Sonthofen.
Er war Artist in Residence in Barcelona, Manila, Ufa, Helsinki, Orońsko, Kökar, Graz und Amherst, USA.
Mitgliedschaften im Berufsverband Bildender Künstler BBK und schwedischen Künstlerbund SKF.
Bertram Schilling lebte und arbeitete in Sonthofen, München und Stockholm.
Am 24. April 2023 starb er nach schwerer Krankheit in Sonthofen.

## Ausstellungen und -beteiligungen (Auswahl)
Bertram Schilling stellte ab 2000 seine Werke in Einzel- und Gruppenausstellungen im In- und Ausland aus:
- Unvergessen, Villa Jauss, Oberstdorf (2024)
- Winding Paths, Kunsthalle Kempten (2024)[4]
- Schwäbische Galerie, Oberschönenfeld (2018)
- Apa Gallery, Stockholm (2016)
- One already knows I, Galleria Rantakasarmi, Helsinki (2014)
- Aim, Cable Gallery, Helsinki (2013)
- Galleri Sagoy, Malmö (2012)
- Kunstverein Mönchengladbach (2011)
- Kunstforum Kempten (2011)
- Werkblock11, Kunsthalle Kempten (2011)
- Malerei ist immer abstrakt, Gegenwartskunst aus der Sammlung der Bayerischen Staatsgemäldesammlung in der Staatsgalerie für Moderne Kunst, Glaspalast Augsburg (2009)
- Supermarketartfair, Kunstmesse, Stockholm (2009)
- Sekundenschlaf, Schloß Bad Grönenbach (zusammen mit Stefan Winkler und Oliver Köhl) (2009)
- Circus Minimus, Kunstmesse, Berlin (2009)
- Liste 09, Kunstmesse, Basel (2009)
- Wiener Blut, etc., Polygalerie Karlsruhe (2009)
- Und_3, Produzentenmesse, Karlsruhe (2008)
- Lorem Ipsum, Balangelände München (2008)
- Aktuelle Kunst im Museum, Stadtmuseum Füssen (2008)
- Malerei / Collagen, Villa Jauss, Oberstdorf (2008)[5]
- Jahresausstellung Allgäuer Festwoche, Hofgartensaal der Residenz Kempten (2008)
- Artswap Europe, Akademie der Künste, Berlin (2008)
- Ausstellungsbeteiligung bei Die Südliche in den Jahren (2006/2012)[6]
- Ausstellung Hinter der Stadt: Malerei mit Farbpfützen. Kunstverein MMIII in Eicken (2011)[7]
- Einzelausstellung Winding Paths Kunsthalle Kempten (2024)[8]

## Preise und Auszeichnungen (Auswahl)
- 2016: Kunstpreis der Stadt Sonthofen[9]
- 2008–10: Atelierstipendium des Freistaats Bayern
- 2008: Das kleine Format auf der Südlichen
- 2007: Förderpreis der Dr. Rudolf Zorn Stiftung, Kempten
- 2005: Stipendium des Bezirks Oberbayern für Wrocław;[10] Debutantenförderung durch das Bayerische Staatsministerium für Wissenschaft, Forschung und Kunst, Debutantenausstellung Kunsthalle Kempten
- 2004: Ausstellungsleiter Kunsträume Kempten – Ausstellungsprojekt, gefördert durch die Stadt Kempten und das Bayerische Staatsministerium